# Courtney King-Dye

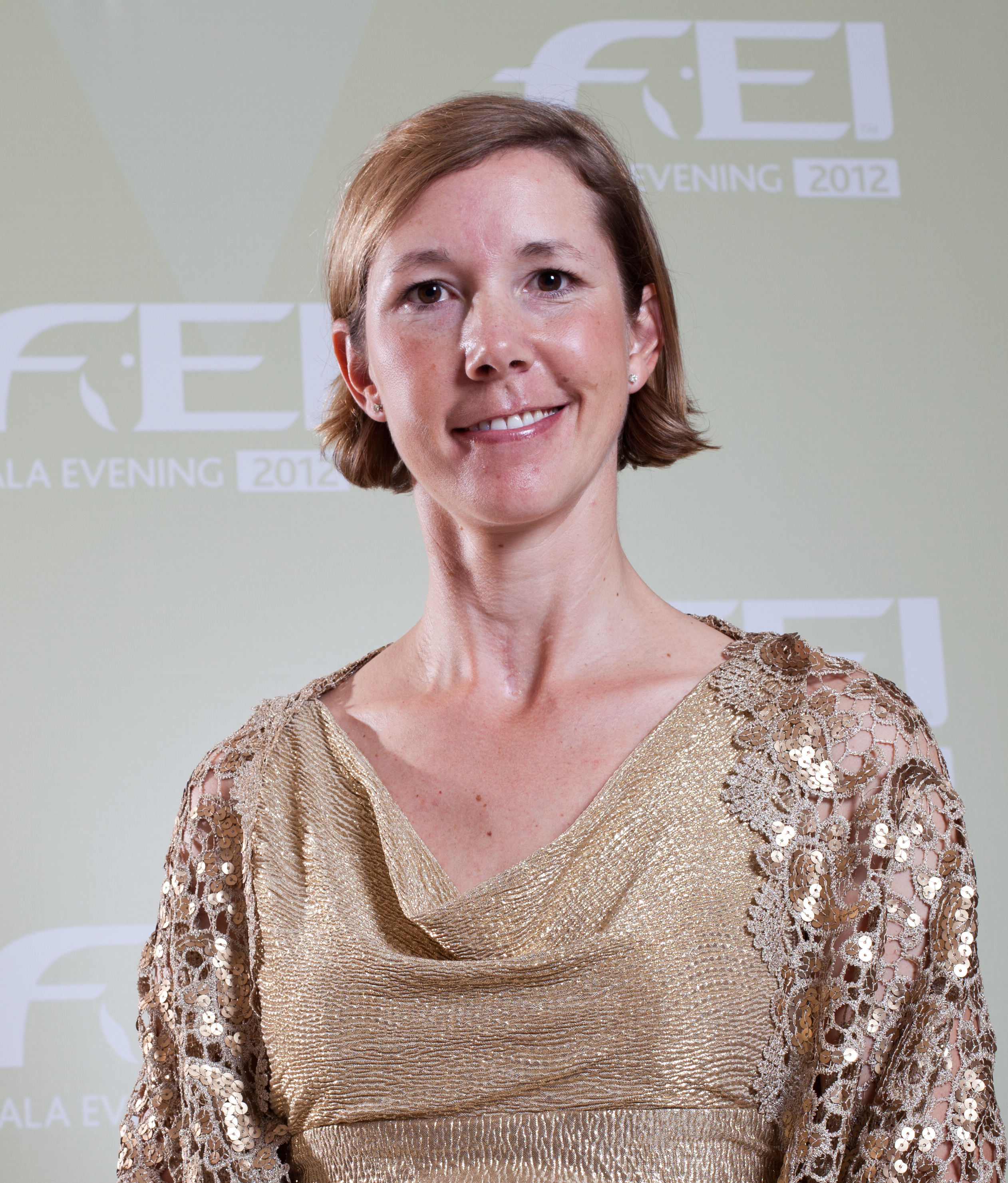
Courtney King-Dye (2012)

Courtney King-Dye (* 20. November 1977 in Saginaw) ist eine amerikanische Dressurreiterin.
Sie begann im Alter von neun Jahren mit dem Reiten, wurde mit 17 Schülerin der Olympiateilnehmerin Lendon Gray und war 2007 mit Idocus Sechste beim Grand Prix in Las Vegas und 15. beim Grand Prix in ’s-Hertogenbosch im Jahr 2008. Danach nahm sie als jüngste Dressurreiterin der amerikanischen Mannschaft an den Olympischen Spielen 2008 teil. In Peking wurde sie  13. in der Einzelwertung und Vierte in der Mannschaftswertung. Allerdings wurde ihr Pferd Mythilus positiv auf Felbinac getestet und sowohl King-Dye als auch die US-Equipe wurden disqualifiziert. Außerdem wurde sie für einen Monat gesperrt.
Nach einem Reitunfall lag King-Dye 2010 vier Wochen im Koma und musste anschließend Laufen und Sprechen neu lernen. Danach setzte sie sich dafür ein, dass auch bei der Dressur Helme getragen werden.